# Tsarabanjina
Tsarabanjina is een klein eiland van Madagaskar in de Straat Mozambique, Indische Oceaan. Het behoort tot de regio Diana in de provincie Antsiranana. Het eiland ligt in het Mitsio-archipel waar ook het eiland Nosy Mitsio in ligt.

## Girl Friday
Het eiland werd internationaal bekend in 1994, toen de BBC een reality tv-programma daar opnam. Joanna Lumley was namelijk 10 dagen op het eiland en sliep daar in de The Albert Hall. Sindsdien is er ook een hotel op het eiland te vinden.